# 洛雷杜 (圣玛丽亚-达费拉)
洛雷杜是葡萄牙阿威罗区的一个堂区。总面积8.67平方公里，总人口1459人，人口密度168.3人/平方公里。